# 전화성
전화성은 현 씨엔티테크 설립자, 대표이사이다.
씨엔티테크의 대표이사, 씨엔티테크는 푸드테크 기술을 기반으로 2003년 설립되었으며 국내 외식 업계 배달앱과 POS 등의 기반 기술을 제공해왔으며 대표번호, 온라인, 모바일 주문의 표준을 업계에 제시하고 있다. ICT 푸드테크 1위 기업의 입지를 가지고 있으며 2012년부터 액셀러레이터로 활동하고 있다. 2024년 1월 현재 누적 포트폴리오사 470개 돌파, 액셀러레이터 중 누적 투자 1위를 기록하고 있다.
2024년에는 109개 기업에 총 215억원의 투자를 집행했으며 5년 연속 액셀러레이터 투자건수 부문 1위를 차지하고 있다. 또한 연간 팁스를 79개 매칭을 하면서 역대 최대 매칭이 이루어졌다.
씨엔티테크의 투자 히스토리 (2024년 12월 기준)
- 누적 700억원 투자 집행
- 누적 투자 포트폴리오사 470개 돌파
- 누적 팁스 매칭 건수 233개
- 누적 보육 기업 1만개 이상
- 5년 연속 액셀러레이터 투자 건수 부문 1위

## 학력
- 서강대학교 경영학 박사 (졸업)
- 한국과학기술원 전산학 석사 (졸업)
- 동국대학교 컴퓨터 공학과 학사(졸업)
- 광성고등학교 (서울) (졸업)

## 군복무
- 대한민국 육군 군복무 2004.6-2007
- 육군본부 정보체계관리단 프로그램운영장교 중위 전역

2024년 씨엔티테크 제2회 C포럼 개최
씨엔티테크는 2023년 7월 4일 1회 C포럼을 개최, 2024년 7월 4일 2회째 포럼이 진행되었다. 초기 기업 행사로 시작했다가 규모가 확장되어 스타트업 투자자, 창업자 및 업계 관계자들이 모이는 공식행사가 되었다. 이번 행사의 포인트는 축사 및 기조 패널 토론을 중기부 오영주 장관과 진행했다는 것, 각 세션별 투자기관과 스타트업 창업자가 주제별 토론을 진행했고, 전 세션 모더레이터는 전화성 대표가 맡았다.
2024년 한국액셀러레이터 4대 협회장 취임
전화성 대표이사는 2024년 2월 19일 한국액셀러레이터 제4대 협회장에 취임하였다.
취임식에서 전화성 대표는 3가지 핵심 주제를 기반으로 글로벌 비전 선포를 했다.
해당 글로벌 선포 내용은 다음과 같다
[1] 글로벌 입지 강화 
① 해외 통합 거점 확보 및 AC 창구 역할
-AC 해외 진출 통합 거점 마련
-해외 LP 대상처에 대한 협회 차원 홍보 강화
-해외 스타트업의 국내 진출에 대한 AC 창구 역할
② 글로벌 보육 강화
-해외 주요 보육기관과의 협력 강화
-해외 창업 보육시장에 대한 입찰 기회 확대
[2] 국내 AC 산업 입지 강화 및 시장 확대'
① 창업 보육 시장 확대
- 대기업의 오픈 이노베이션 활동의 확대 촉매제 역할
- 스타트업 생태계의 보육, 육성, 컨설팅 분야의 AC 중심의 입지 강화
- 각 부처(중기부, 문체부, 농식품부, 산자부, 해양수산부 등)별 스타트업 보육 지원사업을 전문성 기반의 위탁사업화
- 10년 차 이상 중소기업 재창업의 보육, 육성, 컨설팅 시장으로의 AC 서비스 확대
② 금융 생태계 내 입지 강화
-시드 및 프리 A 투자향 공공/민간 모태펀드 활성화를 위한 활동
-각 부처(중기부, 문체부, 농식품부, 산자부, 해양수산부 등)의 AC향 모태펀드 확대를 위한 활동
-투자조합의 40%~60%의 3년 내 창업기업 의무 투자비율 완화
-세컨더리 펀드의 본 계정 투자 중심의 구주 매입 분위기를 AC 향 벤처 투자조합 및 개인 투자 조합 투자 주식에 대한 구주 매입이 활성화 되도록 협회 차원의 활동

[3] AC 협회 위상 강화 및 거점 확보 
① 협회 통합 및 인증
- 양 협회 통합을 통한 대내외 AC 위상 강화
- 업계의 목소리를 일원화
- 창업 기획자 인증 업무 협회 이관
- 신규 창업 기획자 인증 강화
- 기존 창업기획자 보수교육 강화
② 거점 확보
-수도권 300평 이상 규모의 협회 공간 확보 (강의장, 보육시설 등)

[국내 액셀러레이터 대통합 - 한국액셀레이터 협회 X 한국초기투자기관협회] 

2024년 3월 7일 역사적인 대통합
기존에 국내 액셀러레이터협회는 한국액셀러레이터협회, 한국초기투자기관협회로 분리되어 운영이 되었다가, 전화성 회장이 한국액셀러레이터 4대 회장에 취임하면서 통합을 추진. 24년 3월 7일 두 협회가 통합하기로 합의했다
2024년 6월 1일 두 기관 통합 
한국액셀러레이터협회, 한국초기투자기관협회가 통합하여 2024년 6월 1일부로 '초기투자액셀러레이터협회'로 거듭났다.
통합 협회 출범 초대 회장은 전화성 회장이 맡게 됐다.

[2023년 투자 실적]

씨엔티테크는 2023년 78개사 스타트업에 총 120억원의 투자를 진행했고 누적 410억원의 투자를 단행했다.
또 중소벤처기업부가 시행하는 팁스(TIPS) 사업의 운영자로서 작년 직간접적으로 연간 43건 팁스 매칭에도 성공하면서
투자건수 매칭 기준 업계 1위를 차지하였다
작년에 투자한 포트폴리오를 분야별로 살펴보면, △푸드테크 △사스(SaaS) △딥테크 제조 및 소부장 △공간/관광/문화예술
△디지털트윈/게임/메타버스 △메디테크/헬스케어/바이오 △스포츠 딥테크 및 O2O △에듀테크 △큐레이션 커머스
△펫테크 △프롭테크 및 물류 △핀테크 △O2O 서비스 커머스 △해양수산 △모빌리티 △블록체인 등이다.

[2024년 투자 실적]
씨엔티테크(대표 전화성)가 투자 빙하기라고 불릴 정도로 투자 시장이 얼어붙은 상태에서 2024년도에도 공격적 투자를 통해 스타트업 생태계에 활력을 불어넣었다.
씨엔티테크는 5년 연속으로 국내 액셀러레이터 업계 최다 투자 실적을 기록하며 스타트업 투자 분야의 선도적인 역할을 지속했다. 투자 혹한기에도 109개 스타트업에 117건, 215억원을 투자하며 역대 연간 최대 투자 실적을 달성, 창업 생태계 활성화에 기여했다. 국내외 자본 시장이 긴축되면서 초기 스타트업 투자 규모가 급감한 상황에서도, 씨엔티테크는 성장 가능성 있는 혁신 기업을 발굴해 적극 지원하며 투자 업계의 새로운 이정표를 세웠다.
2024년 씨엔티테크는 △SaaS △딥테크 제조 및 소부장 △푸드테크 △공간·관광·문화예술 △O2O 서비스 커머스 △디지털트윈·게임·메타버스 △메디테크·헬스케어·바이오 △모빌리티 △블록체인 △스포츠 딥테크 및 O2O △에너지·기후테크 △에듀테크 △큐레이션 커머스 △펫테크 △프롭테크 및 물류 △핀테크 △해양수산 등 총 17개 분야에 걸쳐 폭넓은 포트폴리오를 구축하며 다양한 산업군에서 스타트업의 성장을 지원했다.

## 작품활동
- 2016. 영화 <불의 날, 생명을 말하다>  제작/연출
- 2014. 영화 < 한민족 그리고 조선족> 제작/연출
- 2012. 영화 < 사랑을 말하다>  제작/연출
- 2011. 영화 <겨울 냄새> 제작/연출
- 2011. 영화 <스물 아홉살> 제작/연출

## 출간도서
- 2024. 출간 <투자자의 생각을 읽어라>
- 2020. 출간 <스타트업 가이드7>
- 2015. 출간 <스타트업 교과서>
- 2012. 출간 <신이네 가게는 왜 잘될까>

## 생애

### 대학 시절
동국대학교 컴퓨터공학과에 입학해 종합대학 최초로 6학기만에 조기졸업해 주위를 깜짝 놀라게 했다. 카이스트 석사과정에 입학하기 전 몇 개월 동안 그는 1000여개 카페를 묶어주는 인터넷 사이트를 만들어 6000만원에 다른 회사로 넘기는 수완을 발휘했다. 이후 카이스트 전산학과에 국비장학생으로 진학해 석사학위를 취득한다. 대학원 석사 2년차에 카이스트의 동료 및 후배 학생들과 함께 음성인식기술을 활용해 SL2라는 음성인식기술 벤처기업을 창업했다. 전화성 대표는 창업 중간인 2004년 6월 대한민국 육군 장교로 임관했고 육군본부 정보체계관리단 프로그램 운영장교 중위로 2007년 전역하였다. 